# Сяогань
Сяогань (кит. спр. 孝感市, піньїнь: Xiàogǎn Shì) — місто-округ у центральнокитайській провінції Хубей.

## Географія
Сяогань розташовується у центральній частині провінції.

### Клімат
Місто знаходиться у зоні, котра характеризується вологим субтропічним кліматом. Найтепліший місяць — липень із середньою температурою 28.8 °C (83.8 °F). Найхолодніший місяць — січень, із середньою температурою 3.7 °С (38.7 °F).
| Клімат Сяоганя          | Клімат Сяоганя | Клімат Сяоганя | Клімат Сяоганя | Клімат Сяоганя | Клімат Сяоганя | Клімат Сяоганя | Клімат Сяоганя | Клімат Сяоганя | Клімат Сяоганя | Клімат Сяоганя | Клімат Сяоганя | Клімат Сяоганя | Клімат Сяоганя |
| Показник                | Січ.           | Лют.           | Бер.           | Квіт.          | Трав.          | Черв.          | Лип.           | Серп.          | Вер.           | Жовт.          | Лист.          | Груд.          | Рік            |
| Середня температура, °C | 3,7            | 5,4            | 10,3           | 16,6           | 21,9           | 25,8           | 28,8           | 28,5           | 23,4           | 17,9           | 11,6           | 5,8            | 16,6           |
| Норма опадів, мм        | 30.4           | 51.5           | 81.7           | 124.2          | 150.8          | 179.9          | 170.7          | 118.8          | 82.9           | 83.5           | 54.2           | 24.5           | 1153.1         |
| Днів з опадами          | 10,4           | 11,1           | 13,8           | 14,9           | 13,5           | 12             | 10,8           | 9,8            | 10,8           | 11,7           | 11,5           | 10             | 140,3          |
| Вологість повітря, %    | 73.9           | 75.2           | 77.4           | 78.6           | 77.1           | 77.3           | 79.2           | 78.7           | 78.7           | 78.4           | 76.5           | 73.1           | 77             |
| ----------------------- | -------------- | -------------- | -------------- | -------------- | -------------- | -------------- | -------------- | -------------- | -------------- | -------------- | -------------- | -------------- | -------------- |
| Джерело: Weatherbase    |                |                |                |                |                |                |                |                |                |                |                |                |                |

## Адміністративний поділ
Міський округ поділяється на 1 район, 3 міста і 3 повіти:
| Карта                                               | Карта     | Карта    | Карта            |
| --------------------------------------------------- | --------- | -------- | ---------------- |
| Аньлу Їнчен Ханьчуань ① Сяочан Сяонань Дау ① Юньмен |           |          |                  |
| Статус                                              | Назва     | Оригінал | Населення (2020) |
| Район                                               | Сяонань   | 孝南区   | 988 479          |
| Місто                                               | Аньлу     | 安陆市   | 498 356          |
| Місто                                               | Їнчен     | 应城市   | 476 596          |
| Місто                                               | Ханьчуань | 汉川市   | 903 296          |
| Повіт                                               | Дау       | 大悟县   | 486 153          |
| Повіт                                               | Сяочан    | 孝昌县   | 483 367          |
| Повіт                                               | Юньмен    | 云梦县   | 434 124          |